# Xagbai Co
Xagbai Co (kinesiska: Xiabie Cuo, 虾别错) är en sjö i Kina. Den ligger i den autonoma regionen Tibet, i den sydvästra delen av landet, omkring 470 kilometer nordväst om regionhuvudstaden Lhasa. Trakten runt Xagbai Co består i huvudsak av gräsmarker.
Genomsnittlig årsnederbörd är 426 millimeter. Den regnigaste månaden är juli, med i genomsnitt 114 mm nederbörd, och den torraste är december, med 8 mm nederbörd.